# Wolfgang Bender (Theologe)
Wolfgang Bender (* 25. März 1931 in Frankfurt-Höchst; † 15. Juli 2017) war ein deutscher römisch-katholischer Theologe. 

## Leben
Ab 1951 studierte er Philosophie und Theologie an der PTH Sankt Georgen und an der Päpstlichen Universität Gregoriana in Rom. Zum Priester wurde er 1956 geweiht. Das theologische Lizenziat legte er 1957 ab. In München wurde er 1959 in Theologie promoviert. Von 1959 bis 1962 war er  in der Pfarrseelsorge tätig. Von 1962 bis 1972 Studenten- und Hochschulpfarrer an der Goethe-Universität. Von 1972 bis 1974 war er wissenschaftlicher Mitarbeiter im Fachbereich Religionswissenschaften der Goethe-Universität. Nach der Laisierung 1973 heiratete er 1974. Von 1974 bis 1996 lehrte er als Akademischer Rat / Oberrat im Fachbereich Gesellschafts- und Geschichtswissenschaften der TU Darmstadt, wo er 1997 Honorarprofessor wurde.
Seine Arbeitsgebiete waren ethische Urteilsbildung, Friedensethik, prospektive Technikbewertung, Bioethik, insbesondere Genethik und Ethikunterricht.

## Schriften (Auswahl)
- Die Lehre über den Heiligen Geist bei Tertullian (= Münchener Theologische Studien. 2. Systematische Abteilung. Band 18). Hueber, München 1961, OCLC 1004960720 (zugleich Dissertation, München 1959).
- mit Gertrude Deninger-Polzer: Ethik (= BSV-Studienmaterial). Bayerischer Schulbuch-Verlag, München 1976, ISBN 3-7627-7014-X.
- Ethische Urteilsbildung (= Ethik. Band 1). Kohlhammer, Stuttgart/Berlin/Köln/Mainz 1988, ISBN 3-17-009420-3.
- Kompetenz der Betroffenen – Heuristik der Furcht. Institutionen der Meinungserarbeitung (= Interdisziplinäre Arbeitsgruppe Naturwissenschaft, Technik und Sicherheitspolitik. Arbeitsbericht. Band 1989,13). IANUS c/o Inst. für Kernphysik, Darmstadt 1989, OCLC 612530372.
- mit Isolde Stumm: Was treibt die Rüstungsdynamik voran? Ein Einstieg in dieses Thema im Hinblick auf biologische Waffen (= Interdisziplinäre Arbeitsgruppe Naturwissenschaft, Technik und Sicherheitspolitik. Arbeitsbericht. Band 1990,8). IANUS c/o Inst. für Kernphysik, Darmstadt 1990, OCLC 612152141.
- Die selbstgestrickte Schöpfung. Gentechnologie – was ist sie? Was kann sie? Was darf sie?. Quell, Stuttgart 1990, ISBN 3-7918-2259-4.